# Becky Albertalli
Rebecca Albertalli (née Goldstein; Atlanta 17 de novembro de 1982) é uma psicóloga e escritora estadunidense, conhecida por ter escrito o best-seller Simon vs. a Agenda Homo sapiens, que foi adaptado aos cinemas como "Com Amor, Simon" e inspirou o spin-off televisivo Love, Victor.

## Vida e carreira
Albertalli nasceu e foi criada em Atlanta, numa família de judeus reformistas, com dois irmãos: Caroline e Sam. Albertalli frequentou a Universidade Wesleyan e formou-se em psicologia. Mais tarde, ela mudou-se para Washington, DC e obteve o título de doutora em psicologia pela Universidade George Washington. Ela atuou como psicóloga até 2012, quando seu primeiro filho nasceu, e então decidiu escrever romances. Albertalli cita a escritora australiana Jaclyn Moriarty como sua principal inspiração para se tornar uma romancista. Atualmente ela vive em Atlanta com seu marido Brian Albertalli, e dois filhos, Owen e Henry. Em agosto de 2020, Albertalli se assumiu bissexual.
Em abril de 2015, Albertalli publicou seu romance de estreia, Simon vs. a Agenda Homo sapiens. Uma sequência de Simon vs. a Agenda Homo sapiens, intitulada Leah Fora de Sintonia, foi lançada em 2018 e ganhou o prêmio de melhor ficção para jovens adultos, da Goodreads Choice Award. Em 2020, Albertalli lançou o terceiro livro da série, Com Amor, Creekwood. Seus outros trabalhos incluem Os 27 Crushes de Molly e E Se Fosse A Gente?, que foi co-escrito com Adam Silvera. Em 2018, os direitos para produção de uma adaptação de E Se Fosse A Gente? ao cinema foram vendidos para Anonymous Content, com Brian Yorkey como roteirista. Os direitos de Os 27 Crushes de Molly foram compradas pela produtora britânica Shakespeare Sisters em 2021.

### Simonverso
- Simon vs. the Homo Sapiens Agenda (2015)) no Brasil: Simon vs. a Agenda Homo Sapiens (Intrínseca, 2016); em Portugal: O Coração de Simon Contra O Mundo (Porto Editora, 2017)
- The Upside of Unrequited (2017) no Brasil: Os 27 Crushes de Molly, (Intrínseca, 2017); em Portugal: Os Altos e Baixos do Meu Coração, (Porto Editora, 2018)[18][19][20]
- Leah on the Offbeat (2018) no Brasil: Leah Fora de Sintonia, (Intrínseca, 2018)[12]
- Love, Creekwood (2020) no Brasil, Com Amor, Creekwood (Intrínseca, 2020)

### Outros trabalhos
- What If It's Us, co-escrito com Adam Silvera (2018); no Brasil: E Se Fosse A Gente?, (Intrínseca, 2018); em Portugal: E se Formos Nós, (TopSeller, 2020)[21][22][20]
- Yes No Maybe So, co-escrito com Aisha Saeed (2019) no Brasil: Sim, Não, Quem Sabe (Intrínseca, 2021)[23][24]
- Kate in Waiting (2021)[25]
- Here's To Us, co-escrito com Adam Silvera (2021)

## Filmografia
| Ano  | Título          | Diretor       | Roteiristas                      | Baseado em                      | Ref.   |
| ---- | --------------- | ------------- | -------------------------------- | ------------------------------- | ------ |
| 2018 | Com Amor, Simon | Greg Berlanti | Isaac Aptaker e Elizabeth Berger | Simon vs. a Agenda Homo Sapiens | [ 26 ] |

| Ano  | Título       | Criadores                        | Produtores                 | Baseado em                                        | Ref.  |
| ---- | ------------ | -------------------------------- | -------------------------- | ------------------------------------------------- | ----- |
| 2020 | Love, Victor | Elizabeth Berger e Isaac Aptaker | Nick Robinson e Shawn Wilt | Simon vs. a Agenda Homo Sapiens e Com Amor, Simon | [ 4 ] |

## Prêmios
- 2015, Prêmio William C. Morris, em prol da literatura jovem adulta, da American Library Association, por Simon vs. a Agenda Homo Sapiens[27][28]
- 2017 Prêmio Alemão de Literatura Juvenil, do Ministério Federal da Família, Terceira Idade, Mulher e Juventude, por Simon vs. a Agenda Homo Sapiens[29]